# Arta Dobroshi
Arta Dobroshi (in serbo-croato Арта Доброши?, Arta Dobroši; Pristina, 2 ottobre 1979) è un'attrice kosovara.
Ha raggiunto la notorietà interpretando il ruolo di Lorna ne Il matrimonio di Lorna, film dei fratelli Dardenne presentato al Festival di Cannes nel 2008 e vincitore del premio per la sceneggiatura. 
L'attrice non parlava una parola di francese quando fu contattata per la pellicola, ma riuscì a impararlo a sufficienza in breve tempo per poter interpretare il personaggio in quella lingua.

## Filmografia
- Syri magjik, regia di Kujtim Çashku (2005)
- Smutek paní Snajdrové, regia di Eno Milkani e Piro Milkani (2008)
- Il matrimonio di Lorna (Le Silence de Lorna), regia di Jean-Pierre e Luc Dardenne (2008)
- Baby, regia di Daniel Mulloy - cortometraggio (2010)
- Late Bloomers, regia di Julie Gavras (2011)
- Trois mondes, regia di Catherine Corsini (2012)
- Gangs of London – serie TV, 7 episodi (2020-2022)
- Non sarai sola (You Won't be Alone), regia di Goran Stolevski (2022)

## Doppiatrici italiane
Nelle versioni in italiano delle opere in cui ha recitato, Arta Dobroshi è doppiata da:
- Valentina Carnelutti nel Matrimonio di Lorna
- Francesca Perilli in Gangs of London (st. 1)
- Federica Simonelli in Gangs of London (ep. 2x02, 2x03)